# Kostel svaté Kateřiny (České Meziříčí)
Kostel svaté Kateřiny uváděný také jako Kostel svaté Kateřiny Alexandrijské nebo Kostel svaté Kateřiny, panny a mučednice je římskokatolický farní kostel v Českém Meziříčí. Je chráněn jako kulturní památka České republiky.

## Historie
První zmínka o plebánii je z roku 1352. V roce 1384 je uváděna v seznamu desátků, vypsaných pro krále Václava. První původně dřevěný kostel byl v obci postaven zřejmě již kolem roku 1300. Od husitských válek byl utrakvistický, další 2 roky byl opuštěn a od roku 1626 do roku 1630 patřil duchovní správou do Přepych, kde tehdy sídlil jediný katolický kněž na opočenském panství. V roce 1748 byl dřevěný kostel hrozící zřícením rozbořem a Rudolfem hrabětem Colloredem byl postaven nový. Základní kámen byl položen 8. září 1748 a novostavba byla posvěcena 25. listopadu 1752.Opraven byl v roce 1971.

## Architektura
Jednolodní stavba s presbytářem, na severní straně se sakristií a na jižní straně s kaplí. V západním průčelí je hranolová věž. Fasáda je hladká, nečleněná, nároží věže jsou zkosená a členěné pilastry.

## Interiér
Hlavní oltář, kazatelna a zařízení jsou barokní z doby výstavby kostela. Figurální výzdoba oltářních soch sv. Kateřiny a sv. Barbory a kazatelny z roku 1755 je dílem královéhradeckého řezbáře Františka Deckera. Původní cínová křtitelnice z roku 1558 s českým nápisem byla roku 1796 prodána a za utržené peníze byl pořízen postranní oltář sv. Jana Křtitele. Ten byl zhotoven téhož roku řezbářem Bartošem z Dobrušky. Uprostřed kostela je pod dlažbou velká krypta, v níž jsou pohřbeni někteří místní faráři.

## Okolí kostela
Socha Immaculuty z roku 1749 od sochaře Františka Pacáka, žáka M. B. Brauna, na trojbokém volutovém podstavci s balustrádovým zábradlím stála až do roku 1942 nedaleko mostu přes Dědinu. Postavením nového kamenného mostu a postupným zvyšováním silnice socha ztrácela na působivosti a byla proto přemístěna na starý hřbitov před kostelem.

## Bohoslužby
Pravidelné bohoslužby se konají v neděli v 9.30 a ve čtvrtek v 17.00, v době letního času v 18.00.

## Galerie

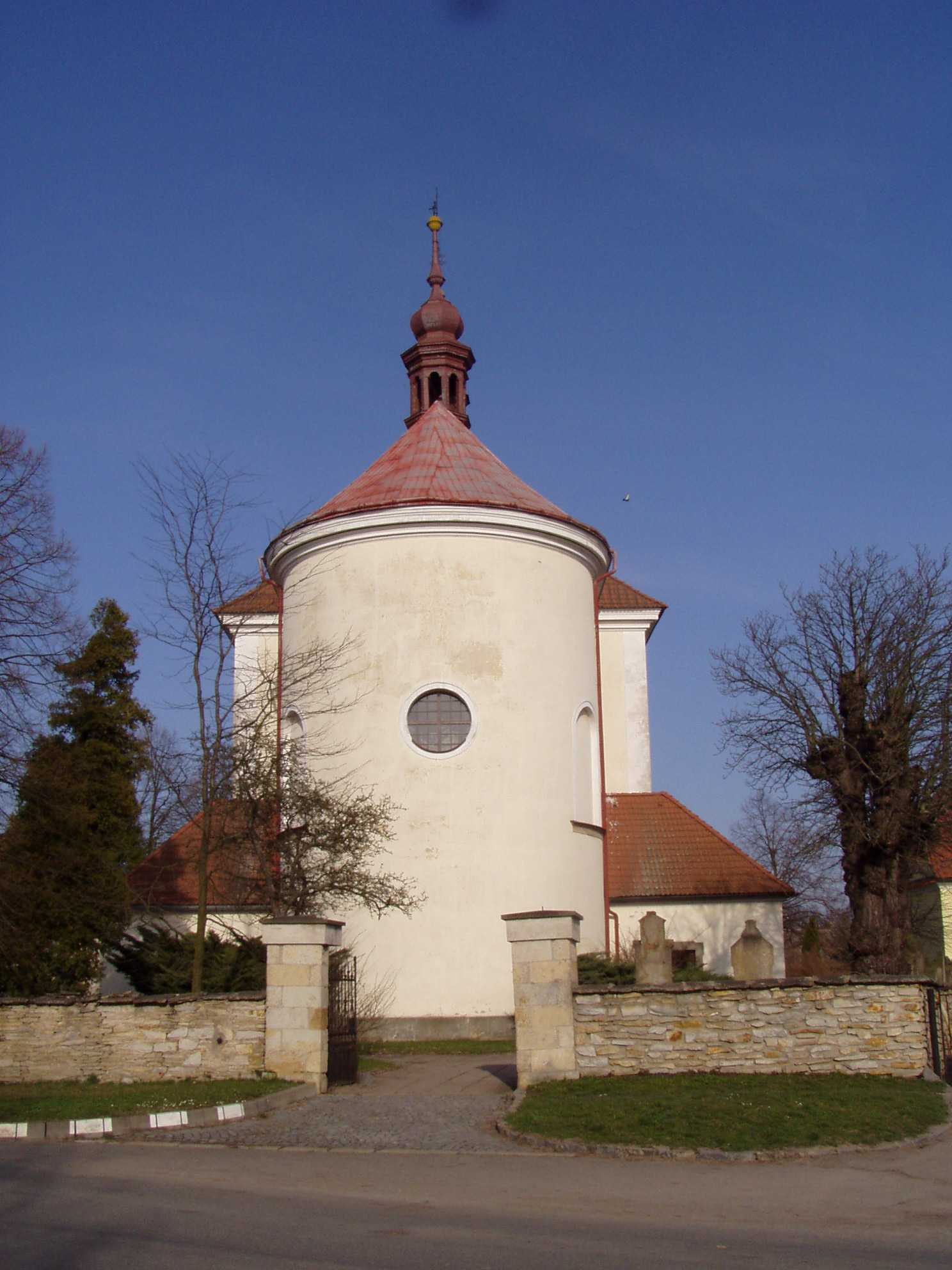
Kostel
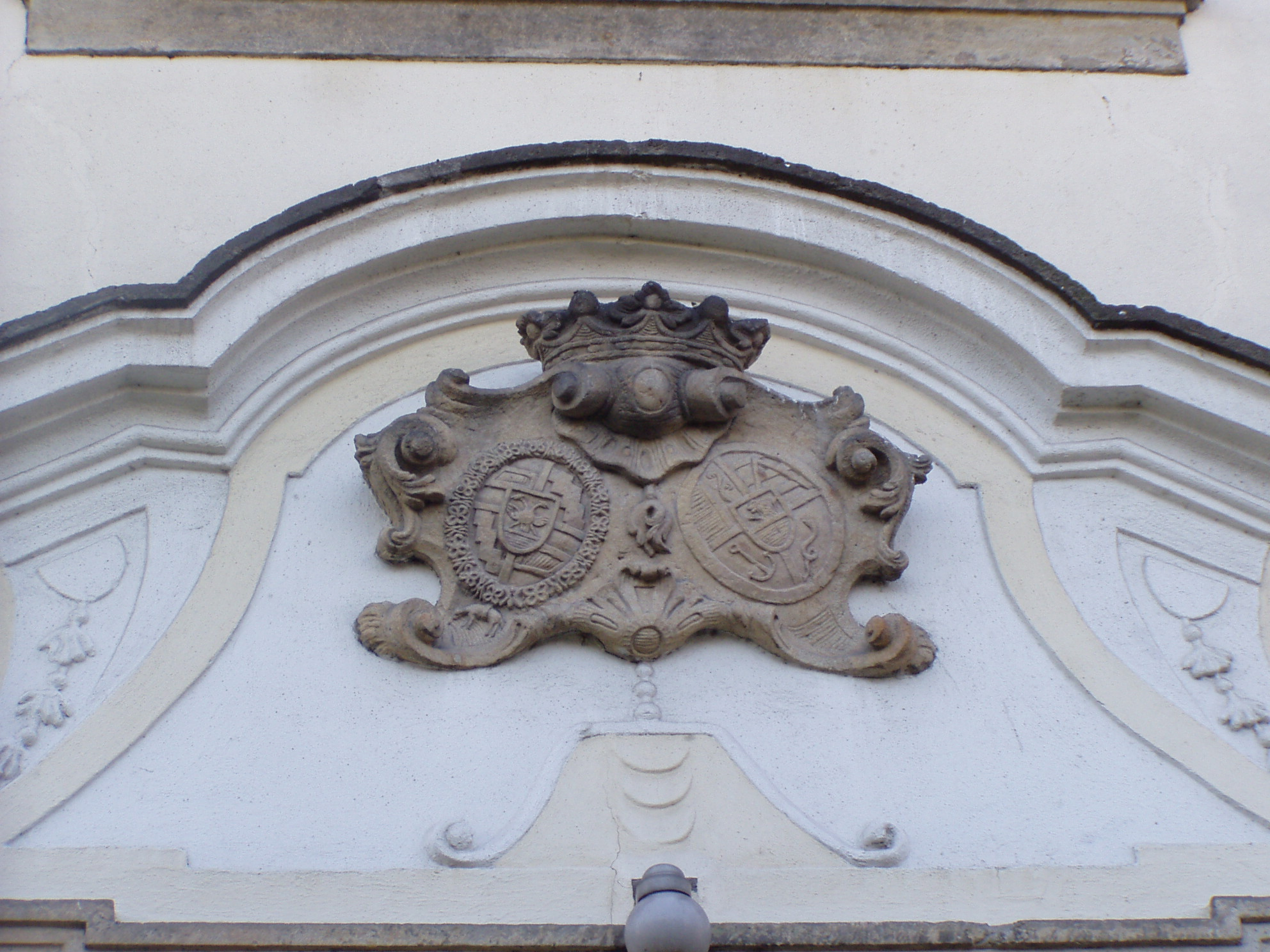